# Cystisk fibrose
Cystisk fibrose (CF) eller korrekt cystisk pancreasfibrose, er en kronisk, arvelig og medfødt sygdom, som angriber blandt andet lunger og mave-tarmsystemet, frem for alt bugspytkirtelen, pancreas, heraf navnet på sygdommen. Sygdommen fører blandt andet til, at tyk slim sætter sig i luftvejene og i bugspytkirtelen, hvilket ofte medfører hyppige eller kroniske lungeinfektioner og bugspytkirtelbetændelse og malabsorption. Sygdommens ældre latinske navn er mucoviscidose.
Cystisk fibrose findes overvejende i den vestlige verden og er i Vesteuropa den hyppigst arvelige sygdom. I Danmark fødes der ca. 15 CF-børn hvert år, svarende til 1 ud af ca. 4.200 levendefødte børn.

## Genetisk baggrund
Cystisk fibrose er en arvelig autosomal recessiv sygdom som afficerer de exokrine kirtler. 150.000 danskere, eller 3% af befolkningen, bærer arveanlægget for cystisk fibrose.[kilde mangler] Et barn kan kun fødes med CF, hvis begge forældre er anlægsbærere. Statistisk set vil 1/4 af børnene da får CF, 2/4 bliver raske bærere, mens 1/4 er raske og uden anlæg for CF.
CF er en arvelig sygdom og derfor ikke en smitsom lidelse. Sygdommen skyldes en fejl i CFTR-genet, der koder for CFTR-proteinet, en ionkanal der transporterer anioner (hovedsagelig chloridioner) over endotelcellers cellemembran. CFTR betyder Cystic fibrosis transmembrane conductance regulator. 
Genet findes på den lange arm af kromosom nr. 7 og er mere end 250 kB langt og indeholder 27 exons. Det færdige CFTR-protein består af 1480 aminosyrer. Sygdommen kan fremkaldes af mange forskellige mutationer i CFTR-genet der ændrer eller hæmmer funktionen af CFTR, men den hyppigst forekomne er DF508 eller ΔF508. Denne består af en deletion af tre basepar, som resulterer i en forkortelse af én aminosyre i det færdige protein, idet aminosyren fenylalanin mangler på plads 508.

## Diagnosticering
Dette gøres ved en svedtest, hvor man måler saltindholdet i sveden, som hos CF-patienter er unormalt højt. Det er en enkel og smertefri metode, som i de fleste tilfælde hurtigt kan af- eller bekræfte mistanke om CF.
Det er nu også muligt at undersøge for CF ved hjælp af en DNA-analyse, som udføres på en blodprøve.
Børnene er født med sygdommen, og selv om mange har haft tydelige symptomer helt fra fødslen, er der adskillige, som først får stillet diagnosen ved 5 års alderen eller senere. Der er derfor stort behov for at udbrede kendskabet til cystisk fibrose og symptomerne.

## Behandling
Forskellige antibiotika kan mildne eller udsætte sygdommens udvikling. Lungetransplantation er dog ofte nødvendig som livsforlængende behandlingsform. Lungetransplantationer kommer normalt kun i betragtning, når patienten er afhængig af respirator eller truet på livet. I Danmark har flere, der lider af sygdommen gennemgået en transplantation, men Mathilde Gersby Rasmussen fik som den første to gange nye lunger.